# Dècada del 1800
Formalment, la dècada del 1800 comprèn el període que va des de l'1 de gener de 1800 fins al 31 de desembre de 1809.

## Política

### Europa
Les Guerres Napoleòniques van centrar gran part de la política europea de l'època. Eren una sèrie de conflictes entre Napoleó Bonaparte i els seus aliats contra les coalicions de països que veien perillós un domini francès tan acusat, encapçalats pel Regne Unit a l'oest i Rússia a l'est. Les guerres es van estendre parcialment a les colònies que dominaven els estats combatents i per això van excedir l'àmbit europeu.
Dins de l'àmbit espanyol, la Guerra del Francès, que inclou el Bloqueig de Barcelona, fou el trasllat a la península Ibèrica d'aquests conflictes. Al centre del continent, els avenços napoleònics suposaren la fi del Sacre Imperi Romanogermànic (1806). A Itàlia es van crear diversos regnes satèl·lit, com ara el Regne d'Etrúria.
Una de les principals conseqüències d'aquesta sèrie d'enfrontaments, a part de les baixes i els canvis en l'equilibri de poder, fou l'auge del nacionalisme, que lligaria les reivindicacions polítiques a una mirada cultural cap al passat de cada país. El Primer Aixecament Serbi (1804) s'ha de llegir en aquesta línia, ja que els serbis apel·laven a la seva història diferenciada per reclamar la independència de l'imperi otomà. L'annexió del Gran Ducat de Finlàndia per part de Rússia aixecaria en aquesta zona forts sentiments nacionalistes que esclatarien durant la primera guerra mundial.
Va esclatar la Guerra russoturca (1806-1812), que va alterar el mapa de l'extrem oriental europeu, amb un creixent control rus com a part de la seva estratègia imperialista.

### Amèrica
Després d'una revolta liderada pels esclaus, Haití va assolir la independència de França en 1804. Va suposar una fita important en l'abolicionisme, que ja estava aconseguint l'erradicació del comerç d'esclaus a grans zones del continent.
Els Estats Units van créixer considerablement amb la Compra de la Louisiana a França i va iniciar-se una colonització massiva de les terres de l'oest (Far West) a través d'incentius per a l'apropiació de terres per part de famílies que acceptessin emigrar als nous territoris.

### Àfrica
A l'Àfrica del nord es va desencadenar una guerra entre els Estats Units d'Amèrica i els governs semiautònoms de Barbaria. Aquests patrocinaven pirates que segrestaven els tripulants dels vaixells estatunidencs per demanar rescat. Thomas Jefferson es negà a pagar el tribut i en 1801 aconseguí l'autorització del Congrés per declarar la guerra, que duraria fins a 1805. És la primera acció bèl·lica fora del territori americà legalment aprovada pels diputats. Malgrat la victòria estatunidenca, els segrestos van continuar per part dels corsaris africans, que veien en l'operació una important font de finançament.
A l'actual Nigèria es va produir la Guerra Fulani, quan un grup d'islamistes fulbe liderats per Osman Dan Fodio va atacar els centres de poder hausa i van establir-hi el Sultanat de Sokoto, de gran influència política i religiosa a la regió fins i tot després de la seva desaparició formal.
La batalla de Blaauwberg (1806), a prop de Ciutat del Cap, va iniciar-se com a part dels conflictes entre Napoleó i els anglesos, però va significar l'establiment d'assentaments militars britànics al sud d'Àfrica que culminarien amb el seu control de la regió.

### Àsia i Oceania
La Dinastia Qing continuava controlant la Xina després d'aconseguir sufocar l'anomenada revolta del Lotus Blanc, que es va saldar amb un afebliment del control imperial i més de 100.000 morts, i la rebel·lió Miao, on els integrants d'aquesta ètnia foren durament represaliats.
A l'Índia es va produir la Segona Guerra Anglomaratha, que va suposar un augment del poder britànic a la regió, representat sobretot per la Companyia Britànica de les Índies Orientals i els seus interessos comercials. Igualment va significar l'inici de la desintegració de l'Imperi Maratha que durant més d'un segle havia dominat el subcontinent. Una altra potència colonial d'origen comercial es va establir a les illes del sud-est del continent: les anomenades Índies Orientals Neerlandeses.
A Nova Zelanda la batalla de Hingakaka es considera una de les més sagnants que s'han produït mai al país. De data controvertida, va enfrontar dos grups maoris rivals i va concloure amb la victòria tainui.

## Economia i societat
La revolució industrial va continuar la seva expansió, amb els canvis socials i econòmics que comportava, com ara l'augment de població a les ciutats i noves formes de treballar. Els transports van propiciar intercanvis més àgils, tant a les zones més fabrils (com Anglaterra o França) com en les noves zones colonitzades dels Estats Units. Allà mancava mà d'obra, que es compensà amb la immigració des d'Europa i sobretot amb l'arribada d'esclaus africans, gairebé 200000 en aquesta dècada. El moviment abolicionista, tanmateix, comença a prendre força en paral·lel.
El capitalisme industrial es consolida com a model dominant, amb el naixement de noves grans corporacions i instruments com el Banque de France, que ajudaven a mantenir les grans infraestructures que necessitava la indústria. El capitalisme accentua en aquesta època la divisió de classes, fent que l'emergent proletariat empitjori les seves condicions de vida.

## Vida quotidiana

### Vestimenta

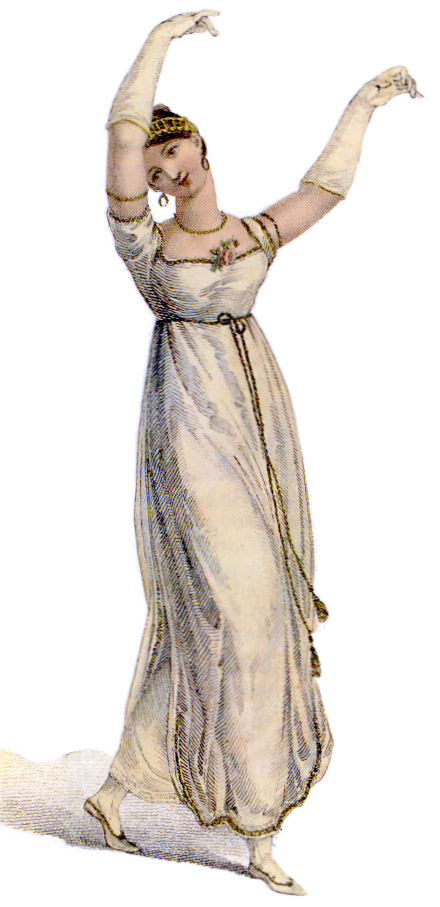
Vestit de ball de 1809

Els estils de vestir més informals van guanyar la partida a les perruques altes, als brocats i als encaixos de principis del segle passat, a Europa i en països sota influència europea. La moda de la dona seguia l'estil basat en el vestit imperi, que s'ajustava sota el bust i queia lliurement a la zona inferior.

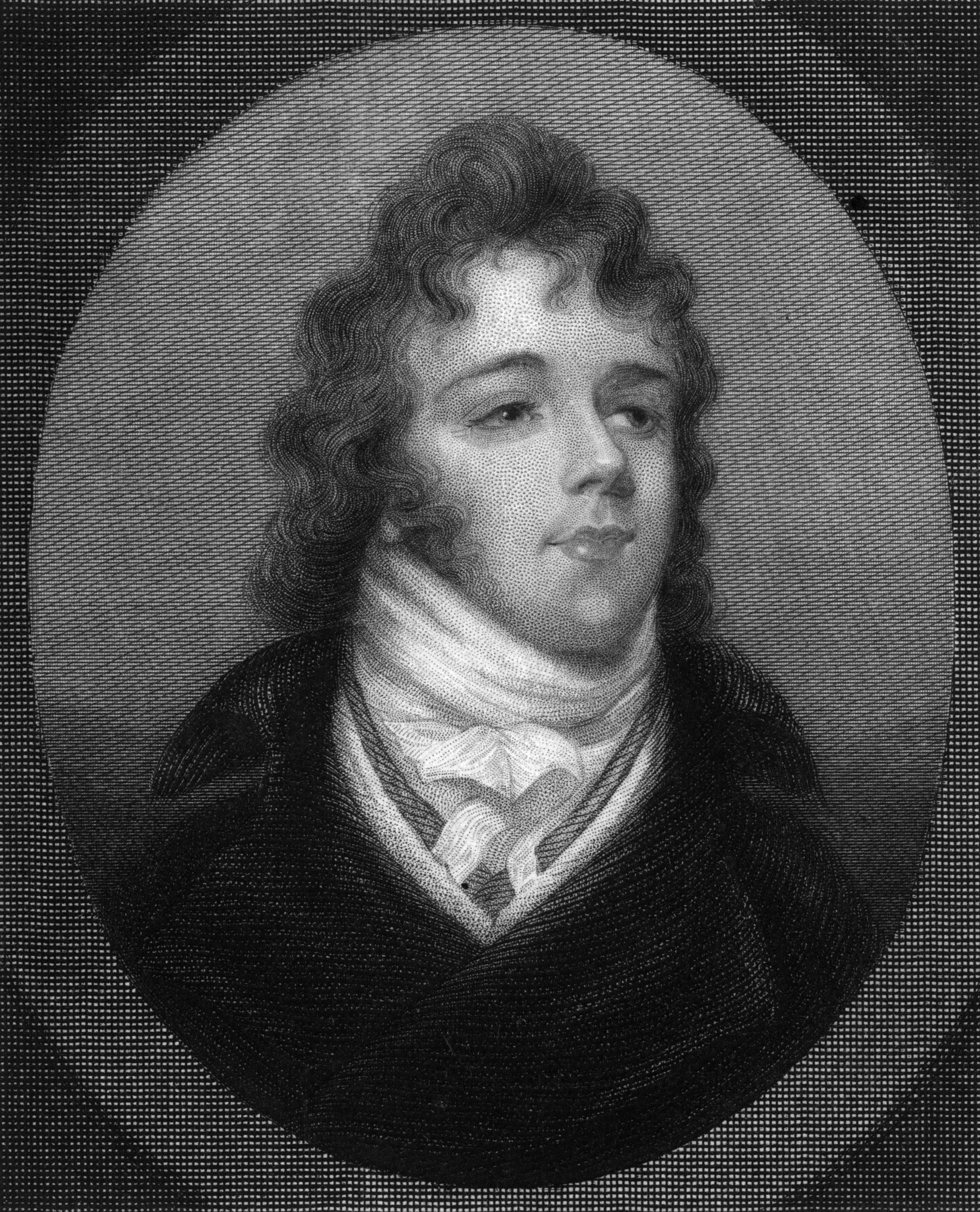
Beau Brummel

Les peces estaven inspirades pels gustos neoclàssics, amb vestits curts de cintura, colors suaus i faldilles capejades sovint de color blanc. Hi havia mussolines gairebé transparents que eren fàcils de rentar i cobrien folgadament el cos com les peces de vestir de les estàtues gregues i romanes. Cap dona respectable sortia de casa sense un barret o casquet. Eren populars les lligadures antigues, les còfies Queen Mary, els barrets xinesos, els turbants d'estil Oriental i els cascos Highland. La corona i les vores dels barrets eren cada cops més ornamentats i sovint portaven plomes i cintes. per embellir-los.
Entre 1800 i 1809 el dandisme gaudia d'uns dels moments més dolços en la moda masculina i europea, seguint el patró de Beau Brummell. Les perruques empolsades encara eren presents entre els homes grans, els oficials militars i aquelles professions més conservadores com eren els advocats o els metges. En canvi, els homes més joves portaven els cabells curts i rinxolats, sovint amb patilles llargues. És també llavors quan es deixen de portar definitivament els encaixos i els brodats, entre altres ornaments de la roba entre els homes d'alt nivell excepte en els vestits de magistrats. En lloc d'això, el tall i la confecció es convertiren en un indicador clau de classe.

## Ciència i tecnologia

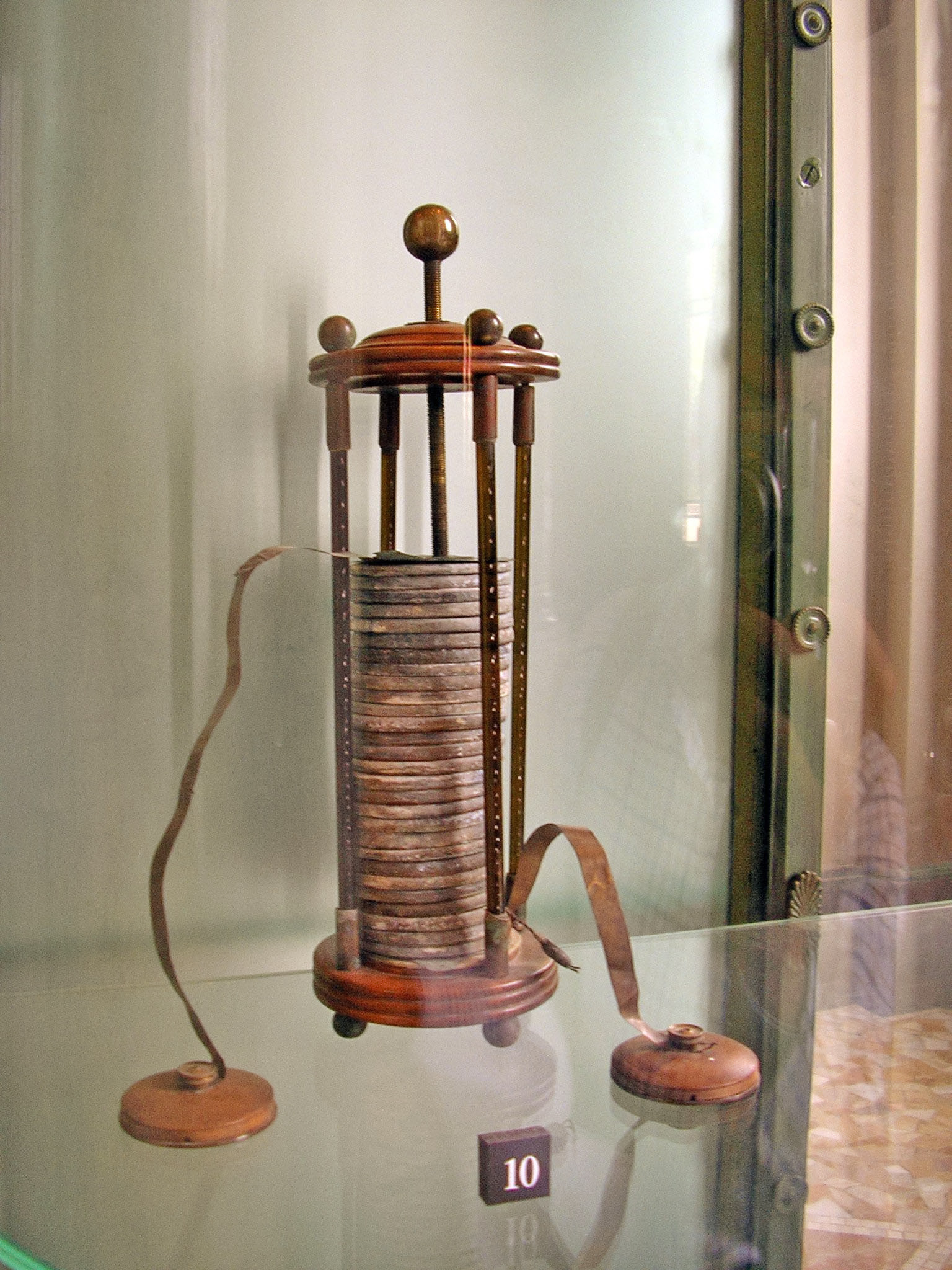
Una pila voltaica al museu Tempio Voltiano

Pel que fa a les matemàtiques, és una dècada que s'inicia amb la publicació en llatí de la Disquisitiones arithmeticae (1801) del jove matemàtic Carl Friedrich Gauss, un llibre de teoria de nombres el qual esdevé cabdal perquè és una posada en comú dels resultats més importants en aquesta branca, fins llavors disgregats, de matemàtics cèlebres com Fermat, Euler, Lagrange i Legendre i perquè a més a més, inclou aportacions pròpies noves de Gauss. Quatre anys més tard, el 1805, Adrien-Marie Legendre va publicar per primer cop el mètode dels mínims quadrats per fitar una corba donat un conjunt d'observacions, però aquest visqué un conflicte de prelació quan Gauss el 1809 publicà el seu mètode per a calcular les òrbites dels cossos celestes i en el que reclamava que posseïa el mètode dels mínims quadrats des de fins a 1795. Si més no, Gauss havia anat més enllà de Legendre en ser capaç de connectar el mètode amb els principis de la probabilitat i de la distribució normal.
L'any 1806, el matemàtic amateur suís Jean-Robert Argand va publicar les demostracions del teorema fonamental de l'àlgebra i el diagrama d'Argand. L'any següent 
Joseph Fourier va publicar els seus resultats inicials sobre la descomposició trigonomètrica def funcions en el seu estudi Mémoire sur la propagation de la chaleur dans les corps solides. També en aquest temps, Louis Poinsot va descobrir els dos políedres de Kepler-Poinsot restants el juliol de 1809, encara que no seria fins tres anys més tard (1812) que Augustin Cauchy demostraria que els políedres de Poinsot completaven la llista.
En el camp de la física, l'alemany Johann Wilhelm Ritter va descobrir el 1801 els "rajos oxidants", posteriorment anomenada llum ultraviolada, en observar que una radiació invisible situada just després de la violeta, el final de l'espectre visible, era especialment efectiva a l'hora d'enfosquir papers impregnats de clorur de plata. En l'àmbit de la química, es va aïllar per primer cop la morfina de l'opi per part de Friedrich Sertürner el 1804. A finals de la dècada, John Dalton va formular la seva teoria atòmica recollida en l'assaig A New System of Chemical Philosophy (1808).
En l'astronomia destaca el major coneixement del Sistema Solar. Es van descobrir els primers quatre asteroides: (1) Ceres (1 de gener de 1801; reclassificat com a planeta menor el 2006), (2) Pal·les (28 de març de 1802), (3) Juno (1 de setembre de 1804) i (4) Vesta (29 de març de 1807).
En l'àmbit de la tecnologia, es van fer grans progressos en el camp de l'electricitat i el transport. Es van dur a terme els primers experiments en el camp de l'electromagnetisme. El 20 de març de 1800 Volta va descriure la tècnica de produir electricitat utilitzant el seu dispositiu (posteriorment anomenat pila voltaica) a la Royal Society de Londres; era el primer aparell capaç de produir un gran corrent elèctric i esdevingué el precursor de la bateria elèctrica. L'any 1809, fent ús d'una pila voltaica de 2.000 cel·les i tires de carbó, Humphry Davy va fer la primera demostració pública d'electricitat en una Làmpada d'arc.
El transport a vapor va començar a ser viable econòmicament durant aquesta dècada. El vaixell Charlotte Dundas de William Symington, considerat generalment com el primer vaixell de vapor pràctic, va fer el seu primer viatge el 1803. Anys després, el 1807, North River Steamboat de Robert Fulton va fer el seu trajecte inaugural i es va convertir en el primer vaixell de vapor comercial reeixit. Durant aquesta dècada, també va entrar en funcionament la primera línia ferroviària. El Parlament Britànic va establir la Surrey Iron Railway el 1801 i va entrar en funcionament parcialment durant els dos anys següents. Issac de Rivas va enginyar el primer vehicle mogut per combustió interna, específicament amb gas hidrogen el 1807.

## Filosofia
La filosofia del segle XIX comença resseguint els postulats dels moviments il·lustrats del segle precedent, però per influència de les tesis romàntiques, que donaven molt de pes a la subjectivitat, van fer èmfasi en el caràcter personal de l'experiència, per sobre d'una raó universal. L'idealisme alemany és un dels primers moviment genuïns del segle. Parteix de la filosofia de Kant però examina el concepte del noümen i de les idees mentals des de perspectives diferents. Destaquen en aquesta dècada els noms de Johann Gottlieb Fichte i Friedrich Schelling. Influït per ambdós, Georg Wilhelm Friedrich Hegel comença a publicar la seva obra.
Dins la filosofia de l'educació, el pedagog Johann Heinrich Pestalozzi va introduir el concepte d'aprendre amb tot el cos, apropant l'educació física al currículum formal. Pensava que cada infant tenia una manera d'aprendre única, derivada de la seva experiència directa del món i, per tant, proposava crear espais perquè es pogués desenvolupar aquest contacte amb els objectes de coneixement.

## Literatura
A Alemanya comença a desenvolupar-se amb força el romanticisme, amb autors com Friedrich von Schiller, qui proposava reinventar els mites i llegendes del passat (especialment de caràcter medieval) per explicar les essències nacionals. Els sentiments exaltats, figures heroiques fàcils de reconèixer i amb qui el lector es pot sentir identificat i el pes del destí sobre els personatges són alguns dels trets de les obres d'aquest període. El tema principal és la llibertat, tant individual com dels pobles.
Els francesos segueixen ben aviat els corrents germànics, amb precursors com François-René de Chateaubriand, que a Atala enuncia el tema de la passió desbordada i impossible, un tòpic romàntic. Madame de Staël, exiliada, va fer de pont entre França i Alemanya, important a terres gal·les la nova manera d'escriure. La seva figura seria clau per estendre els postulats romàntics a altres països més endavant.

## Art
S'inicia lentament la transició entre el neoclassicisme i els moviments romàntics, com pot il·lustrar la figura de Goya. El seu retrat oficialista de La família de Carles IV presenta els trets propis de la pintura del segle xviii, en la línia de l'obra de Jacques-Louis David, però aquest autor s'anirà apropant a les noves influències en diverses obres posteriors.
Apareixen paisatges que mostren la natura en tota la seva força, lluny de la placidesa harmònica del segle precedent, com per exemple les pintures de Philip James de Loutherbourg, que reflecteix una allau o un incendi en els seus quadres. William Blake també s'acosta al costat fosc de la natura i difumina el traçat dels personatges, fins i tot si es tracta de figures bíbliques, anticipant tècniques impressionistes. William Turner comença a experimentar amb la llum difusa, que s'adiu amb l'atmosfera tènue dels paisatges romàntics, sovint envoltats de boira.
L'escultura trigarà més a allunyar-se dels motlles neoclàssics. La màxima figura del període, Antonio Canova, il·lustra a la perfecció els cànons artístics que imiten els models grecollatins, amb peces equilibrades, ús preferent del marbre i referències a la mitologia.

## Música
Durant aquesta dècada Ludwig van Beethoven va estrenar gran part de les seves simfonies, específicament entre 1803 i 1808 va compondre de la Simfonia núm. 2 a la Simfonia núm. 7, a banda, d'estrenar el 2 d'abril de 1800 la Simfonia núm. 1 al K.K. Hoftheater nächst der Burg de Viena. En aquesta dècada prolífera de Beethoven s'hi suma l'òpera en dos actes Fidelio (1805) i el Concert per a piano núm. 4 (Beethoven) (completada el 1806), el Concert per a violí (Beethoven) (1806), totes tres estrenades al Theater an der Wien. Fidelio relata la història de Leonora, que disfressada com un guardià de presó amb el nom de Fidelio, rescata el seu marit Florestan, condemnat a mort per motius polítics. Un altre compositor molt prolífic en aquesta dècada va ser l'italià Gaspare Spontini que va compondre una desena d'obres com I quadri parlanti (1800), La petite maison (1804) i La Vestale (1807), aquesta darrera òpera, és considerada una obra precursora de la Grand Opéra francesa. Una publicació destacada d'aquest decenni va ser Sonates i partites per a violí sol de Johann Sebastian Bach a títol pòstum, un conjunt de sis obres per a violí completades el 1720 però que no veurien la llum el 1802 de la mà de Nikolaus Simrock.